# Isola Figurnyj
L'isola Figurnyj (in russo oстров Фигурный, ostrov Figurnyj; in italiano "sagomata, arabescata") è un'isola russa dell'arcipelago di Sedov che fa parte a sua volta dell'arcipelago di Severnaja Zemlja; si trova nel mare di Kara. Amministrativamente fa parte del Tajmyrskij rajon del Territorio di Krasnojarsk, nel Distretto Federale Siberiano.

## Geografia
L'isola è situata nella parte orientale dell'arcipelago di Sedov. A ovest di Figurnyj, a 1,3 km, si trova l'isola Srednij, a nord-ovest, a 300 m, l'isola Strela e a est l'isola Vostočnyj che è collegata da una stretta e lunga striscia di terra, che misura 9 km per 250 m di larghezza.
Figurnyj ha un promontorio a ovest con una punta lunga e stretta; il punto più occidentale dell'isola, capo Makedonskogo, è stato così chiamato in onore del idrografo polare sovietico A. P. Makedonskogo (1916-1973). L'isola ha un'ampia baia a est, la baia Slavnaja (бухта Славная; in italiano "gloriosa") delimitata da capo Zaščitnyj (мыс Защитный) a nord-est e da capo Naružnyj (мыс Наружный) a sud.
Le coste dell'isola sono per lo più scoscese; ha quattro alture, rispettivamente di 16 m a nord-est, di 21 m a nord, di 42 m a est e 49 m (il punto più alto) a sud. Vi sono piccoli corsi d'acqua e molti laghi. L'isola è lunga 12 km e larga da 8 (al centro) a 3 km. La lunghezza totale delle sue coste è di circa 45 km.